# احمد رهبری (زاده ۱۳۳۲)
احمد رهبری (زادهٔ ۱۳۳۲ در گرمسار – درگذشتهٔ ۱۷ تیر ۱۳۹۹) نمایندهٔ حوزهٔ انتخابیهٔ گرمسار در دورهٔ ششم مجلس شورای اسلامی بوده‌است. وی در روز ۱۷ تیر ۱۳۹۹ خورشیدی به علت نارسایی کلیوی درگذشت.